# 拟棘芋属
拟棘芋属（学名：Lasimorpha），也称棱刺芋属，是天南星科的一属。

## 下属物种
本属包括以下物种：
- 巨刺芋 Lasimorpha senegalensis Schott